# Línea 521 (Mar del Plata)
La línea 521 es una línea de colectivos del Partido de General Pueyrredón perteneciente a la empresa Peralta Ramos, actualmente es identificado con el color Marrón, anteriormente era identificado con el color rojo (foto a la derecha).

## Recorrido
Haciendo Click Aquí podrá consultar el recorrido de la Línea 521 en un mapa.

### San Cayetano-Centro-Cerrito-Bosque

#### Ida
Berutti - Av. Fermín Errea - Av. Libertad - Trinidad Tobago - Rivadavia - República Árabe Siria - Moreno - Brasil - Rivadavia - Martiniano Chilabert - Belgrano - Av. Independencia - Av. Pedro Luro - Av. Patricio Peralta Ramos - Buenos Aires - Esteban Echeverria - Ayolas - Los Plátanos - Hernandarias - Los Plátanos - Hernandarias Sur - Los Plátanos - Av. Vertiz - Galicia - Rosales - José Martí - Av. Fortunato de la Plaza - Cerrito - Av. Mario Bravo - Vergara.

#### Vuelta
Vergara - Av. Mario Bravo - Cerrito - Rosales - Galicia - Av. Vertiz - Los Platanos - Hernandarias Sur - Los Platanos - Hernandarias - Los Platanos - Ayolas - Galicia - Tucumán - Castelli - Entre Ríos - Belgrano - Av. Patricio Peralta Ramos - Diagonal Alberti Norte - 25 de Mayo - Av. Independencia - Moreno - Doctor Victoriano E. Montes - Rivadavia - Av. M Champagnat - Moreno - Coronel Suárez - Rivadavia - Brasil - Moreno - República Árabe Siria - Rivadavia - Trinidad Tobago - Av. Libertad - Av. Fermín Errea - Berutti.